# 鳥嶋和彥
鳥嶋 和彦（日语：／ Torishima Kazuhiko，1952年10月19日—）。日本漫畫编辑、白泉社代表取締役社長，生於新潟県小千谷市。就读于新潟県立小千谷高等学校，1976年从庆应义塾大学毕业后进入集英社。进入公司后一直负责Jump系杂志编辑。長期從事集英社旗下漫畫雜誌《週刊少年JUMP》的責任編輯工作，特別是發掘鳥山明而為人所知。

## 經歷
鳥嶋和彥的故鄉在日本新潟縣，老家在小千谷的火車站前經營服飾店。自慶應義塾大學畢業後，他在1976年（昭和51年）進入集英社。被分配到《週刊少年JUMP》編集部，之後一直擔任與JUMP相關的雜誌、書籍的責任編輯。除了漫畫以外，鳥嶋也編輯企劃《JUMP放送局》、《ファミコン神拳》等動畫，製作連載漫畫的跨媒體展開，和佐久間晃、堀井雄二等人開發遊戲世界《勇者鬥惡龍》。
1993年（平成5年），鳥嶋和彥作為創刊編輯長，與晚輩高橋俊昌一起創建遊戲雜誌《V JUMP》。1996年（平成8年）2月，為救回《週刊少年JUMP》銷量低迷的王牌，他被JUMP本刊召回擔任編輯長，推進《遊☆戲☆王》等連載作品的媒體混合。1997年（平成9年），鳥嶋失去發行部首位的地位，從這時開始《ONE PIECE》和《NARUTO-火影忍者-》等漫畫新人作家的暢銷作品陸續推出，直到2001年（平成13年）6月為止成為《週刊少年JUMP》的編輯兼發行人。之後，升格為統括《週刊少年JUMP》《月刊少年JUMP》《V JUMP》的第3編輯部部長，週刊JUMP的發行人則繼續以鳥嶋的名義表示。
2003年（平成15年）1月，鳥嶋的繼任者高橋(俊昌)突然逝世之際，他在2003年11月號的追悼號成為限定主編兼發行人，刊登高橋(俊昌)的追悼資訊。2004年（平成16年）8月，鳥嶋於他成為集英社的常勤董事（常勤取締役）。繼續擔任第3編輯部部長一職，一直兼任到2006年（平成18年）7月。2008年（平成20年）6月，他設立小學館集英社製作兼任董事（取締役）。2009年（平成21年）8月擔任集英社常務董事（常務取締役），2010年（平成22年）8月昇任集英社專務董事（専務取締役）。2015年（平成27年）8月辭職，同年11月起鳥嶋就任白泉社代表董事社長（代表取締役社長）；2018年（平成30年）11月升任白泉社代表董事會長（代表取締役会長）。
2020年（令和2年），鳥嶋成為東京奧運會殘奧會的吉祥物審查會成員之一（東京オリンピック・パラリンピックのマスコット審査会メンバー），後於2022年獲頒日本新媒體動漫藝術節功勞賞。